# 孽吻
《孽吻》（英语：Ambition）是香港無綫電視翡翠台時裝電視劇，於1996年7月8日至8月2日首播，共20集，由羅嘉良、郭藹明及陶大宇主演，而梁小冰、蔣文端作特別演出，監製潘嘉德。此劇為第二套配上中文字幕的黃金時段非雙語廣播電視劇。

## 劇情大綱
芳心似雪、郎心如蠍、恩情盡滅、紅顏遭劫！
生活在現實社會中，每人均抱着不同的夢想，各爲自己的夢想而奮力爭取；然而，爲求夢想成真，因而暴露人性醜惡之劣根性——爲求目的，不擇手段，此種潛伏在人心中之推動力往往會做成極大的破壞與傷害。 該劇故事懸疑曲折，劇情緊湊；究竟這位梟豪人物張文偉的奸謀會否得逞，他的命運又將會如何？劇中自有分曉。
優秀傑出的港大學生張文偉（羅嘉良飾），一心想隱瞞母親爲妓院鴇母的事實，夢想一日飛黃騰達，由於個性使然只得一知己好友郭家寶（陶大宇飾）。野心勃勃的文偉，一心想攀龍附鳳，在結識富商蔣耀東之幼女蔣莉（梁小冰飾）後，爲了成爲耀東的女婿，先害死了女友羅小方（蔣文端飾），在刻意安排下，順利得到莉的芳心，然而在此時，文偉發現莉與耀東關係惡劣，後來更得知她並非耀東的親生女兒，於是文偉要和莉分手，莉卻發現自己懷了文偉的骨肉，不願和文偉分手，文偉只得假借和莉結婚，佈局害死她，更佈置成莉自殺的假相。
機緣巧合下，文偉遇上耀東之二女蔣瑩（郭藹明飾），文偉將好玩不羈的瑩馴服。兩人準備結婚時，瑩開始發現莉的死因可疑，着手追查，文偉雖憑着與瑩的關係將證據逐一毀滅，仍被瑩在意外情況下知道實情，文偉及時發現，最終證物被毀，瑩也被文偉害得昏迷不醒。
機會一再痛失，文偉發現只剩瑩的雙胞姊姊蔣蕎（郭藹明分飾）可令自己夢想成真，然而蕎卻與家寶滋生愛情，更準備結婚。家寶此時發現一些線索，開始懷疑文偉，並用計使文偉說出真相，可惜家寶最後還是被文偉用槍打死。
蕎痛失所愛，彷徨無助之際被文偉感動，而真假疑幻的愛，也令文偉開始懷疑是否對蕎動情？然而此時蕎無意中從家寶的遺物中發現了一個錄音機，終於發現文偉的真面目，可惜證物卻被文偉所毀。最後蕎冒充雙胞妹妹瑩去接近文偉，終於令文偉說出事實。真相揭發後，文偉設法綁架蕎，並向蕎透露了不幸的童年經歷和所有殺人的真相，最終文偉在警察的追捕中被警察開槍打死。
蕎在瑩的病房和父母談起文偉的遭遇，一直昏迷的瑩開始流下眼淚……

## 演員表

### 張家
| 演員   | 角色   | 關係 | 暱稱 |
| 黃愷欣 | 许玉霞 | 原為妓女兼妓女领班，於第14集餐厅老板 張文偉之母 | 老母 |
| 羅嘉良 | 張文偉 | 本劇終極大反派 银行职员，后为蒋氏集团职员 羅小方、蔣莉、蔣瑩、蒋荞之前男友 王夏柏、郭家寶之情敌 利用兼杀害羅小方、蔣莉 杀害陳勝、蘇貓、郭家寶 利用兼企图杀害蔣瑩 陷害兼害死王夏柏 於第20集被警察槍殺身亡 | 偉仔 |

### 蔣家
| 演員   | 角色       | 關係 | 暱稱 |
| 王 偉  | 蔣耀東     | 蒋氏集团老板 蔣喬、蔣瑩之父 蔣莉之養父 |      |
| 白 茵  | 崔淑贞     | 阔太名媛 蔣耀東之妻 蔣喬、蔣瑩、蔣莉之母 年輕時為向蔣耀東報復與陳勝發生關係而誕下蔣莉 |      |
| 郭少芸 | Irene Poon | 蒋氏集团职员 蔣耀東秘書兼情婦 |      |
| 焦 雄  | 陳 勝      | 蔣家前司機 蔣莉之生父 於第7集被張文偉刺杀身亡 |      |
| 郭藹明 | 蔣 喬      | 律师，后为蒋氏集团高层职员 蔣耀東、崔淑贞之長女 蔣瑩之孖生姐姐 蔣莉同母異父之姐姐 郭家寶未婚妻 於第12集與郭家寶發生關係 於第19集得知張文偉为凶手，后堕海诈死 於第20集假冒蔣瑩逼出張文偉说出真相 於第11集出场 |      |
| 郭藹明 | 蔣 瑩      | 蔣耀東、崔淑贞之二女 蔣喬之孖生妹妹 蔣莉同母異父之姐 郭家寶、张文伟之前女友 被張文偉利用 於第10集因得知蔣莉为張文偉所杀，而被張文偉企圖勒死導致昏迷成植物人 於第20集有甦醒的迹象                             | Joe  |
| 梁小冰 | 蔣 莉      | 大学生 陳勝、崔淑贞之女 蔣耀東養女 蔣喬、蔣瑩同母異父之妹 被張文偉利用 於第6集被張文偉推下楼身亡 | Lily |
| 黎秀英 | 彩 姐      | 蒋家佣人 |      |
| 黎 萱  | 梁 杉      | 蔣喬、蔣瑩、蔣莉之奶媽 | 杉姐 |

### 郭家
| 演員   | 角色   | 關係 | 暱稱 |
| 林尚武 | 郭祥兴 | 郭家寶之父 吴群娥之夫 余蝦之情敌 针对余蝦 |      |
| 蘇恩磁 | 吴群娥 | 郭家寶之母 郭祥兴之妻 余蝦之旧情人 |      |
| 陶大宇 | 郭家寶 | 警隊高級督察 张文伟之好友 蔣瑩之前男友 蔣喬之未婚夫 於第12集與蔣喬發生關係 於第17集向蒋乔求婚 於第18集逼出張文偉说出真相后，被張文偉槍殺身亡 |      |

### 其他演員
| 演員   | 角色     | 關係 | 暱稱       |
| 劉 江  | 余 蝦    | 警员，於第14集兼为餐厅老板 郭家寶之下屬 许玉霞之好友 於第19集险被張文偉杀害                                         | 蟹哥、蟹叔 |
| 黎海珊 | 司徒錦如 | 警员 郭家寶之下屬 暗戀郭家寶 蒋荞之情敌 於第19集被張文偉企图杀害 於第11集出场                                       |            |
| 蔣文端 | 羅小方   | 張文偉之前女友 被張文偉利用 於第2集被張文偉用手捂至窒息昏迷，后張文偉误为将其杀害，最后苏醒并被張文偉发现并用手卡死 |            |
| 王启德 | 王夏柏   | 蒋莉之前男友 張文偉之情敌 於第3集被张文伟陷害而入狱 於第9集因得知蔣莉为張文偉所杀，而在张文伟争执期间不慎堕楼身亡   |            |
| 林家棟 | -        | 银行职员 張文偉之前同事                                                                                             |            |
| 蔡雲霞 | Angel    | 酒吧客人 被張文偉利用来陷害王夏柏入狱 於第3集被张文伟袭击                                                           |            |
| 唐葳娜 | May      | 许玉霞旗下妓女兼好友，后为餐厅职员                                                                                  |            |
| 刘桂芳 | 小 娟    | 许玉霞旗下妓女兼好友，后为餐厅职员                                                                                  |            |
| 廖丽丽 | 阿 珍    | 许玉霞旗下妓女兼好友，后为餐厅职员                                                                                  |            |
| 游 飚  | -        | CID |            |
| 罗 维  | -        | CID |            |
| 郑君宁 | -        | CID |            |
| 张海勤 | -        | 军警 |            |
| 麦皓为 | 唐Sir    | 警司 |            |
| 萧玉燕 | 秘 书    | 於第19集為張文偉秘书                                                                                                |            |
| 陳勉良 | 蘇 貓    | 道友、嫖客 受張文偉指使杀害梁杉，但没杀害梁杉 於第13集被張文偉刺杀身亡                                              | 貓屎       |
| 洪朝豐 | 检察官   | 出現於第15-16集 |            |
| 郭德信 | 法 官    | 出現於第15-16集 |            |
| 王偉樑 | 周 威    | 指證張文偉殺蘇貓之證人                                                                                              |            |

## 軼事
- 本劇原定於1994年3月16日深夜於翡翠台首播，但其後被抽起，改播《射鵰英雄傳之南帝北丐》，令本劇淪為倉底劇。
- 1996年，本劇的兩位男主角陶大宇、羅嘉良分別因《刑事偵緝檔案II》和《天地男兒》成為無綫當紅演員，無綫電視順勢安排於1996年7月8日於翡翠台黃金時段首播此劇。
- 此劇首播時採用了由彭羚主唱的改編歌曲《別想念我》作為主題曲，但其後在TVB經典台播出時已改回由鄭秀文主唱的主題曲《不懂得原諒你》的原裝版本。
- 此劇是陶大宇與郭藹明在《刑事偵緝檔案II》前合作，而潘嘉德為該劇監製。
- 本劇是少有的以反派角色為第一男主角的電視劇。
- 此劇羅嘉良及郭藹明劇中的情侶關係波折重重，後者被前者利用致不能開花結果，但在兩年後的《天地豪情》兩人的情侶關係終於能夠開花結果。